# Guantánamo (província)
Guantánamo é uma província de Cuba. Sua capital é a cidade de Guantánamo.
A população urbana é de 311.597 habitantes, ou seja, 61,4 % da população total.
Guantánamo é onde está situada a Base Naval dos Estados Unidos em Cuba, estabelecida em 1903 na baía de mesmo nome, ponto estratégico do estreito de Barlavento, que liga o oceano Atlântico ao mar das Antilhas.

## Base Naval da Baía de Guantánamo
A base naval de Guantánamo – que ocupa cerca de 116 quilômetros quadrados na costa sudeste de Cuba – foi estabelecida por membros da Marinha americana em 6 de junho de 1898, durante a Guerra Hispano-Norte-Americana. Ao término da guerra, pelo Tratado de Paris, a Espanha reconheceu a independência de Cuba e cedeu as ilhas de Porto Rico e Guam, bem como as Filipinas, aos vencedores.
Após a "independência", Cuba continuou ocupada por tropas norte-americanas até 1903. Sob pressão do ocupante, foi obrigada a incorporar à sua Constituição a Emenda Platt, votada pelo Senado norte-americano em 1901. Segundo essa emenda, Cuba teria que aceitar a intervenção dos Estados Unidos "para preservar a independência cubana", vendendo ou alugando aos Estados Unidos "o território necessário para a instalação de depósitos de carvão ou bases navais em pontos determinados (...)". 
Em 2 de julho de 1903, o primeiro presidente de Cuba, Tomás Estrada Palma, cidadão norte-americano colocado no poder pelos vencedores, ofereceu Guantánamo aos Estados Unidos, em arrendamento perpétuo, para uso das forças armadas americanas. Através de um acordo assinado com o presidente Theodore Roosevelt, seriam pagos a Cuba cerca de quatro mil dólares anuais (valor que o atual governo cubano se recusa a receber) a título de aluguel, e os EUA teriam completa jurisdição e controle da área. O terreno só pode ser revertido ao controle cubano caso seja abandonado ou por consentimento mútuo, conforme um acordo renegociado em 1934.
A Baía de Guantanamo margeia três lados da base naval e o quarto lado, que é guardado por militares americanos, fica em frente a uma parede de cactos construída nos anos sessenta para impedir cubanos de pedirem asilo. Durante meados dos anos noventa, milhares de refugiados de Cuba e do Haiti foram temporariamente abrigados na base naval.
Nas últimas décadas, a baía esteve encoberta por uma nuvem de marasmo, mas agora se tornou o epicentro de uma polêmica entre EUA, União Européia, ONU e defensores de direitos humanos. Os EUA utilizam a base de Guantánamo desde janeiro de 2002 para deter prisioneiros da operação militar que derrubou o regime Taleban no Afeganistão, e suspeitos de integrar a rede terrorista Al Qaeda. O governo americano não dá a eles direitos estabelecidos pela Convenção de Genebra, sob o argumento de que não são "prisioneiros de guerra" e, sim, "combatentes inimigos" - uma definição que não existe no mundo jurídico mas que, na prática, colocou os presos num limbo fora das leis internacionais. Guantánamo foi o destino de 158 prisioneiros da Al-Qaeda e do Taleban presos pelas tropas americanas no Afeganistão.
Atualmente, há em Guantánamo cerca de 91 prisioneiros e o Presidente americano Obama teve como promessa desde a sua primeira eleição o seu fechamento pois segundo ele, o Departamento de Defesa americano pode economizar US$ 80 milhões por ano com o fechamento do centro de detenção. - a Prisão de Guantánamo, como é conhecida.

## Municípios
- El Salvador
- Guantánamo
- Yateras
- Baracoa
- Maisí
- Imias
- San Antonio del Sur
- Manuel Tames
- Caimanera
- Niceto Pérez